# Casa Fox
A Casa Fox é um museu brasileiro localizado na Estação Paranapiacaba que é composto por duas casas de trabalhadores geminadas que foram restauradas para divulgar as memórias individuais e coletivas dos moradores locais. Seu nome é uma homenagem a Daniel M. Fox.

## Características arquitetônicas
A casa foi construída entre os anos de 1897 e 1901 utilizando madeira de pinho-de-riga, porão em pedra e tijolos aparentes e em formato de casas germinadas. Tais casas eram utilizadas para moradia dos funcionários e é possível verificar a diferença entre essa construção e a do Museu Castelo.